# Shore (альбом)
Shore (с англ. — «Берег») — четвёртый студийный альбом американской инди-фолк-группы Fleet Foxes, выпущенный 22 сентября 2020 года лейблом ANTI- Records. Он был анонсирован за день до выхода и намеренно был выпущен ровно в сентябрьское равноденствие 22 сентября 2020 года. Это продолжение альбома 2017 года Crack-Up и первый релиз группы на Anti- Records. Это второй альбом группы с момента воссоединения в 2016 году после трёхлетнего перерыва
Фронтмен Робин Пекнольд начал создавать Shore в сентябре 2018 года и записывал альбом с сентября 2019 по сентябрь 2020 года, в том числе во время пандемии COVID-19. Пекнольд спродюсировал альбом, работая вместе с инженером звукозаписи и микширования Беатрис Артола. Он был создан Пекнольдом без участия других участников группы и отличается более «ярким» звучанием, чем их предыдущие работы. В Shore приняли участие многие вокалисты, в том числе и другие. Пекнольд назвал альбом празднованием «жизни перед лицом смерти».
Shore получил широкое признание музыкальных критиков и попал в несколько списков лучших альбомов года. Он был номинирован на премию Лучший альтернативный альбом на 64-й церемонии «Грэмми».

## Предыстория
Впервые четвёртый альбом группы Fleet Foxes был упомянут в декабре 2016 года фронтменом Робином Пекнольдом, за три месяца до анонса третьего студийного альбома Crack-Up (2017). Пекнольд заявил, что по контракту Fleet Foxes обязаны выпустить ещё один альбом «в течение 24 месяцев» после третьего альбома. Однако Пекнольд уточнил, что четвёртый альбом ещё не написан и что он находится в процессе написания сольного альбома. За несколько дней до выхода Crack-Up Пекнольд представил четвёртый альбом под названием Gioia. Crack-Up был выпущен Nonesuch Records 16 июня 2017 года. Примерно в то же время Пекнольд заявил, что хочет, чтобы четвёртый альбом группы имел «радостное» и «экстатическое» звучание. Он описал Crack-Up как начинающийся в «чистом противоречивом одиночестве» и заканчивающийся «ярким прояснением», и сказал, что хочет, чтобы их следующий альбом был «празднованием или развитием того, как закончился Crack-Up».
Fleet Foxes отправились в обширный тур в поддержку Crack-Up, отыграв около 170 концертов. Тур завершился выступлением на фестивале Bumbershoot 2018 в Сиэтле 2 сентября 2018 года.

## Запись
Пекнольд начал сочинять песни для альбома Shore в сентябре 2018 года, сразу после гастролей Crack-Up. Он хотел найти «новый, более яркий способ» написания песен. Он создал плейлисты из сотен «тёплых» песен, погрузившись в музыку Артура Рассела, Кёртиса Мэйфилда, Нины Симон, Майкла Нау, Ван Моррисона, Сэма Кука, The Roches, Жуана Жильберто, Пьеро Пиччони, Тима Бернарда, Тима Майи, Джая Пола и Эмахой Цегуэ-Мариам Гебру. Пекнольд решил быть продуктивным и избежать ещё одного длительного перерыва между альбомами, и писал каждый день, чтобы разработать композиции и музыкальную концепцию. Он хотел написать альбом, который бы праздновал «жизнь перед лицом смерти» и чествовал умерших музыкальных героев, явно ссылаясь на них в текстах и «неся их» в музыке. Он хотел, чтобы альбом «существовал в лиминальном пространстве вне времени» и давал чувство облегчения от некоторой сиюминутной неопределённости. Пекнольд постоянно писал в течение года, в том числе во время месячной поездки в сельскую местность Португалии.
Shore был создан без участия других членов группы Fleet Foxes: Скайлера Скьелсета, Кейси Уэскотта, Кристиана Варго и Моргана Хендерсона. Пекнольд рассчитывал записываться вместе с группой, но не стал этого делать из-за пандемической блокады, а также из-за желания поскорее закончить альбом и выпустить его. В «Going-to-the-Sun Road» есть аутро на португальском языке, написанное и исполненное бразильским певцом Тимом Бернардесом из группы O Terno.

## Музыка и текст
Уилл Ходжкинсон из The Times охарактеризовал настроение альбома как схожее с португальско-бразильской эмоцией саудаде, «своего рода тоска, содержащая грусть и надежду в равных мерах». Пекнольд описал альбом как имеющий отношения инь и янь с Crack-Up.
Пекнольд назвал Shore своим наименее личным альбомом, написанным с упором на других людей. В тексте песни «Sun Blind» упоминаются умершие музыкальные герои Пекнольда, в том числе Ричард Свифт, Билл Уизерс, Джон Прайн, Эллиотт Смит, Артур Рассел, Джуди Силл, Дэвид Берман, Ник Дрейк, Отис Реддинг, Джефф Бакли, Кёртис Мэйфилд и Джими Хендрикс. В припеве Пекнольд выражает благодарность за то, что он жив, и обещает использовать вдохновение, которое дали ему артисты, чтобы жить полной жизнью в память об их смерти. Человеческая память является преобладающей темой альбома, включая то, как музыканты «остаются живыми» через воспоминания, которые люди связывают с их музыкой. Отчасти на Пекнольда повлиял его дед, у которого во время работы над альбомом случился инсульт, и он страдал от провалов в памяти.
В припеве «Can I Believe You» звучит от 400 до 500 голосов, собранных из записей, полученных Пекнольдом от своих подписчиков в Instagram.
Песня «Jara» названа в честь чилийского певца и политического активиста Виктора Хары, который был замучен и убит во время диктатуры Аугусто Пиночета. Она была написана Пекнольдом, чтобы почтить память своих друзей-политических активистов.
Песня «Cradling Mother, Cradling Woman» содержит сэмпл Брайана Уилсона из The Beach Boys, взятый из акапельной версии песни «Don’t Talk (Put Your Head on My Shoulder)» с альбома The Pet Sounds Sessions, в которой Уилсон накладывает вокальные гармонии. Пекнольд впервые услышал этот ауттейк в подростковом возрасте и испытал сильное влияние, сказав: «Этот кусок музыки, как никакой другой, заставил меня захотеть стать музыкантом». В «Cradling Mother, Cradling Woman» использовано наибольшее количество овердабов среди всех песен Fleet Foxes.

## Обложка и заглавие
Фотография на обложке альбома — «Outlet, Bering Glacier, Alaska 1973» японского фотографа Хироси Хамая («Выход, Берингов ледник, Аляска 1973»). Фотография на задней обложке — «Rivulet Flowing Among Trees, Akan, Hokkaidō, Japan 1964» Хироши Хамая («Ривулет, текущий среди деревьев, Акан, Хоккайдо, Япония 1964»). Фотография на обложке — кадр из фильма «Берег» Керсти Ян Вердаль. На упаковке изображена флора, нарисованная вручную художником Дино Маттом.
Название альбома является отсылкой к травматическому опыту сёрфинга, который Пекнольд пережил в Калифорнии в 2017 году, попав в отбойное течение. Облегчение от возвращения на берег побудило его назвать альбом «Shore» и выбрать для него «облегчающую, радостную, радостную от того, что он жив вибрацию».

## Релиз
31 декабря 2018 года Пекнольд опубликовал в своём Instagram несколько демо-записей новой музыки. В сентябре 2019 года Пекнольд опубликовал треклист проекта под названием Shore, который включал 15 частично зачёркнутых названий песен. В декабре 2019 года Пекнольд намекнул на «15 Big Ones», когда его спросили, выпустит ли он новый материал в ближайшее время.
15 августа 2020 года Пекнольд дебютировал с песней «Featherweight» во время выступления в рамках Vote Ready Live, мероприятия по стимулированию регистрации избирателей.
20 сентября 2020 года в Париже появилась информация об альбоме: плакаты сообщали, что проект под названием Shore выйдет 22 сентября 2020 года. В тот же день было опубликовано тизер-видео. Пекнольд подтвердил через Discord-канал группы, что Shore — это альбом, и сообщил, что в его создании примет участие гитарист и вокалист группы Grizzly Bear Дэниел Россен. Официальный анонс альбома состоялся на следующий день. Shore был выпущен лейблом Anti- 22 сентября 2020 года, ровно в 13:31 по Гринвичу, чтобы совпасть с сентябрьским равноденствием. В это же время на YouTube был выпущен одноимённый 55-минутный фильм-компаньон.
7 октября 2020 года вышел клип на песню «Can I Believe You», снятый режиссёром Шоном Пекнольдом. В нём снялась Джейд-Лорна Салливан, которая ранее появилась в клипе Шона Пекнольда на песню «Fool’s Errand». В нём также снялся Жан Чарльз, который ранее появлялся в клипе Шона Пекнольда на песню «I Am All That I Need / Arroyo Seco / Thumbprint Scar». Это третья часть трёхчастной трилогии.
4 декабря 2020 года Fleet Foxes выпустили на Bandcamp альбом Shore (Stems Edition). Это сборник аудиостемов для альбома, состоящий из 201 трека продолжительностью более одиннадцати часов.
Физические издания Shore были выпущены 5 февраля 2021 года.
22 сентября 2021 года был выпущен клип на песню «Featherweight», снятый режиссёром Шоном Пекнольдом и анимированный Эйлин Колхепп.

### A Very Lonely Solstice
Виртуальное, предварительно записанное концертное выступление под названием A Very Lonely Solstice («Очень одинокое солнцестояние») было показано в 9 вечера по восточному времени 21 декабря 2020 года, что совпало с зимним солнцестоянием. На концерте Пекнольд выступает с акустическим сольным сетом в церкви Святой Анны и Святой Троицы в Бруклине. Концерт начинается с исполнения песни «Wading in Waist-High Water» с участием хора Resistance Revival Chorus, коллектива женщин и небинарных певцов. На концерте исполняются песни из альбома Shore и старые песни Fleet Foxes, а также кавер-версии традиционной народной баллады «Silver Dagger» и песни Bee Gees «Morning of My Life». A Very Lonely Solstice посвящён Сэму Джейну из группы Love as Laughter.
6 декабря 2021 года Fleet Foxes анонсировали цифровой релиз концертного альбома A Very Lonely Solstice на 10 декабря 2021 года. Выпуск винила и CD запланирован на весну 2022 года на лейбле Anti-.

### Расширенная версия
Shore называют «Rising Quarter Phase». Пекнольд заявил, что у него есть планы выпустить ещё девять песен-компаньонов, написанных совместно с остальными четырьмя участниками Fleet Foxes. Новые песни могут быть добавлены в расширенный треклист альбома Shore, который будет состоять из 24 треков, а каждая песня будет соответствовать часу дня.

## Отзывы
| Совокупная оценка    | Совокупная оценка |
| Источник             | Оценка            |
| -------------------- | ----------------- |
| AnyDecentMusic?      | 7.9/10            |
| Metacritic           | 87/100            |
| Оценки критиков      |                   |
| Источник             | Оценка            |
| AllMusic             | [ 4 ]             |
| Clash                | 8/10              |
| Consequence of Sound | B                 |
| Mojo                 | [ 48 ]            |
| NME                  | [ 49 ]            |
| The Observer         | [ 50 ]            |
| Pitchfork            | 8.3/10            |
| Rolling Stone        | [ 21 ]            |
| The Times            | [ 18 ]            |
| Uncut                | 9/10              |

Альбом Shore получил положительные отзывы критиков. На сайте Metacritic, который присваивает средневзвешенную оценку из 100 баллов рецензиям мейнстримных изданий, этот релиз получил средний балл 87, основанный на 19 рецензиях, что свидетельствует о «всеобщем признании».
В рецензии для AllMusic Тимоти Монгер высоко оценил альбом: «Как сборник, Shore излучает ощущение того, что вы прошли через что-то и прибыли заново с желанными синяками, которые способствуют большему пониманию и состраданию». Мэтью Штраус из Pitchfork написал, что альбом «смотрит на мир и понимает, что его уже достаточно, как будто смотрит в темноту и отвечает красотой, принятием и светом». Джеймс МакНейр из Mojo оценил альбом в 5 из 5 звёзд, написав: «Жизненная искра, которая украсила дебют Fleet Foxes, вернулась». Китти Эмпайр, написавшая для The Observer, также была схожа с ним в похвалах, написав: «Shore полон богато расшитых благодарностей; игра времён года и влияние стихий постоянно присутствуют». Уилл Ходжкинсон из The Times поставил альбому отличную оценку, написав: «Среди 15 песен нет ни одной плохой». Майкл Боннер из Uncut похвалил «парящие гармонии и ликующие, широко открытые мелодии». Стивен Джонсон из musicOMH оценил альбом в 5 из 5 звёзд, назвав его «будущей классикой» и высоко оценив «переход Пекнольда на центральный план, который показывает, что его поглощение музыкальных влияний приносит богатые дивиденды».
Джон Долан из Rolling Stone назвал альбом «уникально амбициозным» и в то же время «самым запоминающимся» на сегодняшний день, написав, что песни «уплотняют свою экспансивность в непосредственные поп-пакеты», чтобы подчеркнуть тему альбома о борьбе с «несчастьем и сомнениями» через «простую человеческую связь». Робин Мюррей из Clash также высоко оценил альбом, похвалив его за то, «как естественно, как неторопливо все происходит», и назвал его «широкой записью настоящей глубины, которая содержит моменты поразительной красоты». Мэтт Бобкин из Exclaim! написал: «Больше они не звучат обременёнными необходимостью придерживаться определённого настроения; Пекнольд звучит свободнее, чем когда-либо, чтобы быть собой». Линдси Теске, написавшая для Consequence of Sound, высоко оценила «вдумчивую и открытую» лирику Пекнольда и похвалила музыкальные тонкости альбома за то, что они превратили его в «конгломерат деталей» с полезными открытиями. В рецензии 5/10 для Loud and Quiet Тристан Гэтвард назвал альбом «быстро затихающим каждый раз, когда появляется искупительный припев» и написал: «Впервые в карьере лирика Пекнольда кажется поспешной и замкнутой, словно мы наблюдаем, как частицы дыма прыгают вокруг маленького пластикового контейнера в поисках отверстия для дыхания».

### Итоговые списки
| Публикация           | Список                        | Ранг | Ссылка |
| -------------------- | ----------------------------- | ---- | ------ |
| BBC Radio 6 Music    | Albums of the Year 2020       | 3    | [ 56 ] |
| Clash                | Albums of the Year 2020       | 34   | [ 57 ] |
| Double J             | The 50 best albums of 2020    | 25   | [ 58 ] |
| Exclaim!             | 50 Best Albums of 2020        | 49   | [ 59 ] |
| Consequence of Sound | Top 50 Albums of 2020         | 32   | [ 60 ] |
| The Guardian         | The 50 best albums of 2020    | 30   | [ 61 ] |
| The Line of Best Fit | The Best Albums of 2020       | 29   | [ 62 ] |
| Mojo                 | The 75 Best Albums of 2020    | 5    | [ 63 ] |
| musicOMH             | Top 50 Albums of 2020         | 16   | [ 64 ] |
| NBHAP                | 50 Best Albums of 2020        | 21   | [ 65 ] |
| Noisey               | The 100 Best Albums of 2020   | 17   | [ 66 ] |
| Paste                | The 50 Best Albums of 2020    | 27   | [ 67 ] |
| Pitchfork            | The 50 Best Albums of 2020    | 20   | [ 68 ] |
| PopMatters           | The 60 Best Albums of 2020    | 23   | [ 69 ] |
| Rolling Stone        | The 50 Best Albums of 2020    | 17   | [ 70 ] |
| Spin                 | The 30 Best Albums of 2020    | 10   | [ 71 ] |
| Stereogum            | The 50 Best Albums of 2020    | 14   | [ 72 ] |
| Uncut                | The Top 75 Albums of the Year | 2    | [ 73 ] |
| Under the Radar      | Top 100 Albums of 2020        | 8    | [ 74 ] |
| Uproxx               | The Best Albums of 2020       | 12   | [ 75 ] |
| USA Today            | The 10 best albums of 2020    | 7    | [ 76 ] |

## Список композиций
Все тексты написаны Robin Pecknold, кроме слов на португальском Tim Bernardes в «Going-to-the-Sun Road», вся музыка написана Robin Pecknold.
| №                   | Название                          | Длительность |
| ------------------- | --------------------------------- | ------------ |
| 1.                  | «Wading in Waist-High Water»      | 2:15         |
| 2.                  | «Sunblind»                        | 4:13         |
| 3.                  | «Can I Believe You»               | 4:04         |
| 4.                  | «Jara»                            | 4:09         |
| 5.                  | «Featherweight»                   | 3:50         |
| 6.                  | «A Long Way Past the Past»        | 3:59         |
| 7.                  | «For a Week or Two»               | 2:11         |
| 8.                  | «Maestranza»                      | 3:03         |
| 9.                  | «Young Man's Game»                | 3:11         |
| 10.                 | «I'm Not My Season»               | 3:11         |
| 11.                 | «Quiet Air / Gioia»               | 4:27         |
| 12.                 | «Going-to-the-Sun Road»           | 3:58         |
| 13.                 | «Thymia»                          | 2:22         |
| 14.                 | «Cradling Mother, Cradling Woman» | 5:10         |
| 15.                 | «Shore»                           | 4:19         |
| Общая длительность: | Общая длительность:               | 54:22        |

## Чарты

### Еженедельные чарты
| Чарт (2020—2021)                  | Высшая позиция |
| --------------------------------- | -------------- |
| Австралия (ARIA)                  | 13             |
| Австрия (Ö3 Austria)              | 50             |
| Бельгия/Фландрия (Ultratop)       | 3              |
| Бельгия/Валлония (Ultratop)       | 36             |
| Нидерланды (Album Top 100)        | 16             |
| Германия (Offizielle Top 100)     | 5              |
| Ирландия (Irish Albums Chart)     | 16             |
| Шотландия (Scottish Albums Chart) | 3              |
| Швеция (Sverigetopplistan)        | 54             |
| Швейцария (Schweizer Hitparade)   | 13             |
| Великобритания (UK Albums Chart)  | 5              |
| США (Billboard 200)               | 28             |
| США (Billboard Top Rock Albums)   | 3              |